# Patroklos
Patroklos (oldgræsk: Πάτροκλος) er i græsk mytologi søn af Menoitios, en del af argonauterne og Achilleus' nære ven og fostbror.
Patroklos flygtede fra sit hjem efter et drab, blev optaget i Peleus' hus og ledsagede Achilleus til Troja. Under kampene ved Troja dræbte han blandt andet en af de trojanske helte Euforbos.
Da han under den trojanske krig mod Achilleus' advarsler forfulgte trojanerne hen over en slette, og når helt hen til Trojas mure, blev han mødt af guden Apollon, der slog hjelmen af ham og sløvede hans sanser. Han blev derved et let bytte; Euforbos sårede ham, men blev selv dræbt, til sidst blev den sårede Patroklos dræbt af prins Hektor. Drabet fik Achilleus til at genoptage kampen, som han ellers havde nægtet. Hektor blev under flugten fra Achilleus narret af Athene til at tro, at Euforbos stadig var i live og kastede sit spyd mod Achilleus, men da han vendte sig om mod helten for at få et andet, var han forsvundet.